# 우리가 진정 가야할 곳은
"우리가 진정 가야할 곳은"은 한국에서 제작된 김일환 감독의 1992년 영화이다. 정낙희 등이 주연으로 출연하였고 석영대 등이 제작에 참여하였다.

## 출연

### 주연
- 정낙희
- 최성철

## 기타
- 조명: 김기수